# Savage (film, 2022)
Pour les articles homonymes, voir Savage.
Pour plus de détails, voir Fiche technique et Distribution.
Savage (The System) est un film d'action américain écrit et réalisé par Dallas Jackson. Il met en scène Tyrese Gibson, qui produit également le film, Terrence Howard, Jeremy Piven et Lil Yachty.

## Distribution
- Tyrese Gibson
- Jérémy Piven
- Terrence Howard
- Lil Yachty

## Production
Le tournage du film a eu lieu à Jackson, au Mississippi.

## Sortie
En août 2021, il a été annoncé que The Avenue a acquis les droits de distribution du film en Amérique du Nord.
Le film est sorti en salles le 27 octobre 2022 aux Émirats arabes unis où il a récolté 62 504 $ lors du weekend d'ouverture. À la fin de la période d'exploitation, il y a récolté 115 850 $.
Il a connu une sortie limitée aux États-Unis le 28 octobre 2022 avant de sortir sur les plateformes numériques le 4 novembre 2022.

## Accueil critique
Sur l'aggrégateur américain Rotten Tomatoes, le film a reçu 40% d'opinions favorables sur la base de cinq critiques, avec une note moyenne de 4,5⁄10.